# Обервя
Обервя (пол. Obierwia) — село в Польщі, у гміні Леліс Остроленцького повіту Мазовецького воєводства.
Населення — 696 осіб (2011).
У 1975-1998 роках село належало до Остроленцького воєводства.

## Демографія
Демографічна структура станом на 31 березня 2011 року:
|          | Загалом | Допрацездатний вік | Працездатний вік | Постпрацездатний вік |
| -------- | ------- | ------------------ | ---------------- | -------------------- |
| Чоловіки | 351     | 79                 | 245              | 27                   |
| Жінки    | 345     | 70                 | 205              | 70                   |
| Разом    | 696     | 149                | 450              | 97                   |